# Epeus tener
Epeus tener is een spinnensoort in de taxonomische indeling van de springspinnen (Salticidae).
Het dier behoort tot het geslacht Epeus. De wetenschappelijke naam van de soort werd voor het eerst geldig gepubliceerd in 1877 door Eugène Simon.